# Tour of the Mongoose
«Tour of the Mongoose» (укр. «Тур мангуста») — третій концертний тур колумбійської співачки Шакіри, який пройшов у 2002—2003 роках у підтримку її першого англомовного альбому «Laundry Service».

## Setlist
Англомовні країни
1. «Intro/Ojos Así»
2. «Si Te Vas»
3. «Fool»
4. «Ciega, Sordomuda»
5. «The One»
6. «Dude (Looks Like A Lady)»
7. «Back In Black»
8. «Rules»
9. «Inevitable» *
10. «Underneath Your Clothes»
11. «Estoy Aquí»
12. «Octavo Día»
13. «Ready For The Good Times»
14. «Un Poco De Amor»
15. «Poem To A Horse» *
16. «Tú»
17. «Objection (Tango)»
18. «Whenever, Wherever»

«*» Виконувались у вибрані дні
Іспаномовні країні
1. «Intro/Ojos Así»
2. «Si Te Vas»
3. «Inevitable»
4. «Ciega, Sordomuda»
5. «¿Dónde Están Los Ladrones?»
6. «Dude (Looks Like A Lady)»
7. «Back In Black»
8. «Rules»
9. «Underneath Your Clothes»
10. «Estoy Aquí»
11. «Octavo Día»
12. «Ready For The Good Times»
13. «Un Poco De Amor»
14. «Te Dejo Madrid»
15. «Tú»
16. «Te Aviso, Te Anuncio (Tango)»
17. «Suerte»

## Дати
| Дата                       | Місто              | Країна                   |
| -------------------------- | ------------------ | ------------------------ |
| Північна Америка           |                    |                          |
| 8 листопада 2002           | Сан-Дієго          | США                      |
| 10 листопада 2002          | Сан-Хосе           | США                      |
| 12 листопада 2002          | Анахайм            | США                      |
| 13 листопада 2002          | Лос-Анджелес       | США                      |
| 15 листопада 2002          | Ель-Пасо           | США                      |
| 16 листопада 2002          | Ель-Пасо           | США                      |
| 20 листопада 2002          | Нью-Йорк           | США                      |
| 22 листопада 2002          | Оберн-Гіллс        | США                      |
| 24 листопада 2002          | Філадельфія        | США                      |
| 25 листопада 2002          | Юніондейл          | США                      |
| 27 листопада 2002          | Монреаль           | Канада                   |
| 28 листопада 2002          | Торонто            | Канада                   |
| 30 листопада 2002          | Бостон             | США                      |
| 2 грудня 2002              | Маямі              | США                      |
| Європа                     |                    |                          |
| 10 грудня 2002             | Барселона          | Іспанія                  |
| 12 грудня 2002             | Кельн              | Німеччина                |
| 16 грудня 2002             | Лондон             | Велика Британія          |
| Північна Америка           |                    |                          |
| 18 січня 2003              | Чикаго             | США                      |
| 20 січня 2003              | Даллас             | США                      |
| 22 січня 2003              | Х'юстон            | США                      |
| 23 січня 2003              | Сан-Антоніо        | США                      |
| 25 січня 2003              | Лас-Вегас          | США                      |
| 28 січня 2003              | Денвер             | США                      |
| 31 січня 2003              | Фінікс             | США                      |
| 2 лютого 2003              | Окленд             | США                      |
| 5 лютого 2003              | Ларедо             | США                      |
| 6 лютого 2003              | Ларедо             | США                      |
| 8 лютого 2003              | Гвадалахара        | Мексика                  |
| 9 лютого 2003              | Гвадалахара        | Мексика                  |
| 11 лютого 2003             | Монтеррей          | Мексика                  |
| 12 лютого 2003             | Монтеррей          | Мексика                  |
| 14 лютого 2003             | Мехіко             | Мексика                  |
| 15 лютого 2003             | Мехіко             | Мексика                  |
| 23 лютого 2003             | Альбукерке         | United States            |
| 25 лютого 2003             | Ель-Пасо           | United States            |
| 19 лютого 2003             | Панама             | Панама                   |
| Південна Америка           |                    |                          |
| 28 лютого 2003             | Кіто               | Еквадор                  |
| 5 березня 2003             | Ліма               | Перу                     |
| 8 березня 2003             | Сант'яго           | Чилі                     |
| 12 березня 2003            | Богота             | Колумбія                 |
| 15 березня 2003            | Барранкілья        | Колумбія                 |
| Країни Карибського басейну |                    |                          |
| 22 березня 2003            | Сан-Хуан           | Пуерто-Рико              |
| Європа                     |                    |                          |
| 28 березня 2003            | Париж              | Франція                  |
| 30 березня 2003            | Відень             | Австрія                  |
| 31 березня 2003            | Відень             | Австрія                  |
| 2 квітня 2003              | Цюрих              | Швейцарія                |
| 4 квітня 2003              | Франкфурт-на-Майні | Німеччина                |
| 6 квітня 2003              | Мюнхен             |                          |
| 10 квітня 2003             | Стокгольм          | Швеція                   |
| 13 квітня 2003             | Берлін             | Germany                  |
| 14 квітня 2003             | Гамбург            | Germany                  |
| 17 квітня 2003             | Мілан              | Італія                   |
| 21 квітня 2003             | Антверпен          | Бельгія                  |
| 22 квітня 2003             | Роттердам          | Нідерланди               |
| 25 квітня 2003             | Мадрид             | Іспанія                  |
| 27 квітня 2003             | Лісабон            | Португалія               |
| Південна Америка           |                    |                          |
| 1 травня 2003              | Пунта дель Есте    | Уругвай                  |
| 3 травня 2003              | Буенос Айрес       | Аргентина                |
| Країни Карибського басейну |                    |                          |
| 6 травня 2003              | Санто-Домінго      | Домініканська Республіка |
| Південна Америка           |                    |                          |
| 8 травня 2003              | Маракайбо          | Венесуела                |
| 11 травня 2003             | Каракас            | Венесуела                |